# Marcipalina triangulifera
Marcipalina triangulifera là một loài bướm đêm trong họ Erebidae.